# Neuroxena ansorgei
Neuroxena ansorgei is een vlinder uit de familie spinneruilen (Erebidae), onderfamilie beervlinders (Arctiinae). De wetenschappelijke naam van de soort is voor het eerst geldig gepubliceerd in 1896 door Kirby.
Deze nachtvlinder komt voor in tropisch Afrika.